# Isole Vergini

Bandiera delle Isole Vergini britanniche.

Bandiera delle Isole Vergini Americane.

Le Isole Vergini sono un arcipelago nel Mar dei Caraibi, situate ad est di Porto Rico. Dal punto di vista fisico sono le estreme isole occidentali delle Piccole Antille, e formano il confine tra il Mar dei Caraibi e l'Oceano Atlantico.
Dal punto di vista politico, sono divise in una dipendenza degli Stati Uniti (le Isole Vergini Americane) e una dipendenza del Regno Unito (le Isole Vergini britanniche). Le isole orientali dell'arcipelago portoricano, a causa della loro vicinanza geografica con le Isole Vergini, vengono comunemente chiamate con l'appellativo di Isole Vergini spagnole.

## Storia

Rigobert Bonne: Mappa delle Isole Vergini, 1780

Cristoforo Colombo diede a questo arcipelago il nome di "Sant'Orsola e le 11.000 Vergini", ma ora esse vengono chiamate semplicemente "Isole Vergini". Nel 1555 Carlo V ne prese il possesso in nome del Sacro Romano Impero, ma nei secoli successivi l'arcipelago fu conteso tra spagnoli, inglesi, francesi, olandesi e danesi. Al termine di queste lotte le due isole più occidentali divennero spagnole ed annesse alla vicina Porto Rico, quelle centrali divennero della Danimarca (che nel 1917 le vendette agli Stati Uniti per 25 milioni di dollari), infine quelle più orientali divennero britanniche.
Inizialmente le Isole Vergini erano abitate da popolazioni caraibiche che furono spazzate via nel corso della colonizzazione e il loro posto venne preso quindi da popolazioni di origine africana, che coltivavano in condizioni di schiavitù le piantagioni di canna da zucchero; ora le piantagioni non ci sono più, ma i discendenti di queste persone popolano ancora in maggioranza l'arcipelago, condividendo con la Giamaica e altri stati caraibici una cultura detta delle Indie occidentali. Al giorno d'oggi la principale fonte di ricchezza è il turismo; grazie all'assenza di tasse, molti grandi panfili vengono registrati e battono bandiera delle Isole Vergini, le quali sono infatti un paradiso fiscale, sede di numerose società offshore.
Una curiosità sta nel fatto che sia nelle Isole Vergini Americane sia nelle Isole Vergini britanniche la guida è a sinistra (come nel Regno Unito), mentre l'unità monetaria è il dollaro statunitense.